# European Platform for Rehabilitation
European Platform for Rehabilitation (sigla inglese EPR) è una rete di organizzazioni europee leader nell'attività di prestazione di servizi riabilitativi per le persone disabili e per i gruppi di persone svantaggiate. Tali organizzazioni operano sia nell'ambito dell'assistenza sociale che nel settore dell'educazione e della formazione professionale e si occupano principalmente della reintegrazione dei pazienti nel mercato del lavoro, del miglioramento della loro occupabilità, e della loro riabilitazione fisica.
La rete è stata fondata nel 1993 dai centri di riabilitazione in Francia, Germania, Italia e Paesi Bassi. Il suo segretariato ha sede a Bruxelles, in Belgio.

## Attività principali
European Platform for Rehabilitation offre una serie di servizi nell'ambito dello sviluppo professionale, della ricerca e innovazione e delle relazioni pubbliche. EPR è attivo anche nell'ambito della qualità dei servizi e ha sviluppato un proprio sistema di qualità: EQUASS (European Quality Assurance for Social Services ovvero Garanzia Europea della Qualità dei Servizi Sociali).
EPR è membro della Social Platform, ha un seggio nel Gruppo europeo di alto livello sulla disabilità e gode dello status partecipativo presso il Consiglio d'Europa. EPR riceve fondi strutturali dal programma per l'apprendimento permanente 2007-2013 della Commissione europea ed è impegnato in diversi progetti finanziati dalla Commissione Europea.

## Progetti
European Platform for Rehabilitation è attualmente coinvolto come partner nella realizzazione del progetto "Assistive Technologies and Inclusive Solutions for All (ATIS4all)" finanziato dal Programma europeo di Tecnologie delle Informazioni e delle Comunicazioni - Programma Quadro Competitività e Innovazione. Il progetto ATIS4all ha l'obiettivo di migliorare l'accessibilità delle tecnologie assistive, promuovendo scambi di conoscenze e buone pratiche non solo tra gli esperti ma anche tra gli utenti. Nel raggiungimento di tale obiettivo il progetto assicura il rispetto dei principi fondamentali dei diritti umani per le persone disabili, gli anziani e i gruppi di persone svantaggiate. Atis4all è stato avviato nel gennaio 2011 ed è un progetto triennale. Le altre organizzazioni parte del consorzio sono organizzazioni europee impegnate nel settore della ricerca e dello sviluppo delle tecnologie assistive.

## Membri
I membri di EPR sono di due tipi: membri a pieno titolo e membri associati. Di seguito la lista delle organizzazioni partner (ultimo aggiornamento marzo 2012):
Membri a pieno titolo:
- A2G, Norvegia
- Adelante, Paesi Bassi
- Centre de Réadaptation de Mulhouse (CRM), Francia
- Durapart, Norvegia
- Fundación ONCE, Spagna
- Kompetanseutvikling Grenland (GREP), Norvegia
- Heliomare, Paesi Bassi
- University Rehabilitation Institute (URI), Slovenia
- Josefs-Gesellschaft (JG), Germania
- Luovi Vocational Institute, Finlandia
- National Learning Network, Irlanda
- Pluryn, Paesi Bassi
- RehabCare, Irlanda
- TBG Learning, Regno Unito

Membri associati:
- APPACDM de Vila Nova de Gaia, Portogallo
- Association of Vocational Rehabilitation Enterprises (AVRE), Norvegia
- Theotokos Foundation, Grecia
- Astangu Rehabilitation Centre, Estonia
- Berufsbildungswerk Suedhessen, Germania
- Fundação AFID Diferença, Portogallo
- Fundación INTRAS, Spagna
- National Organisations of Residential Homes and Special Schools (LOS), Danimarca
- Comitato Regionale Lombardo AIAS, Italia
- MEREK, Ungheria
- GTB, Belgio
- Valakupiu Rehabilitation Centre, Lituania
- Panagia Eleousa, Grecia